# Alnus rubra
Alnus rubra, el aliso rojo americano o, simplemente, aliso rojo, es una especie de aliso perteneciente a la familia de las betuláceas.

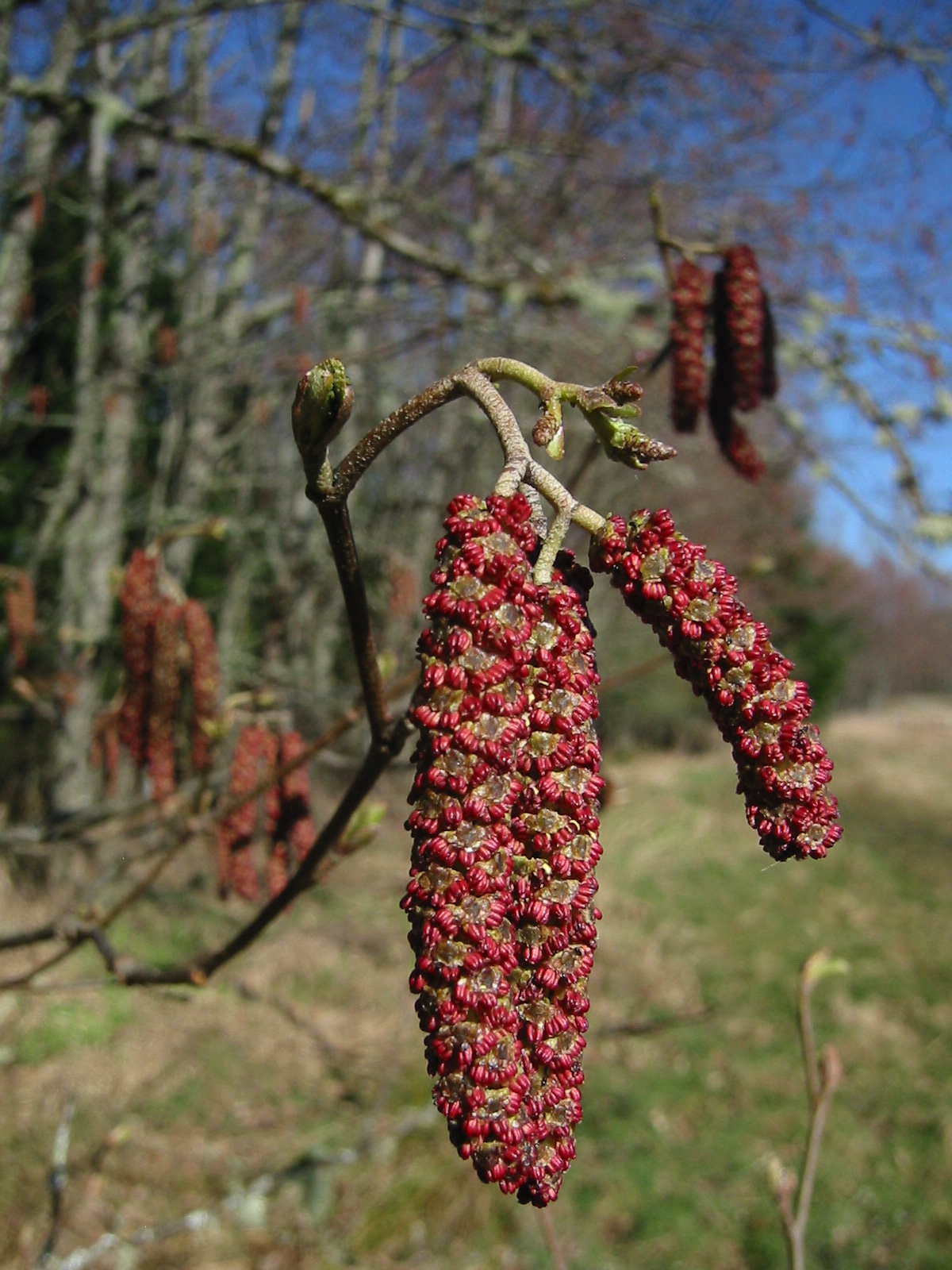
Conos

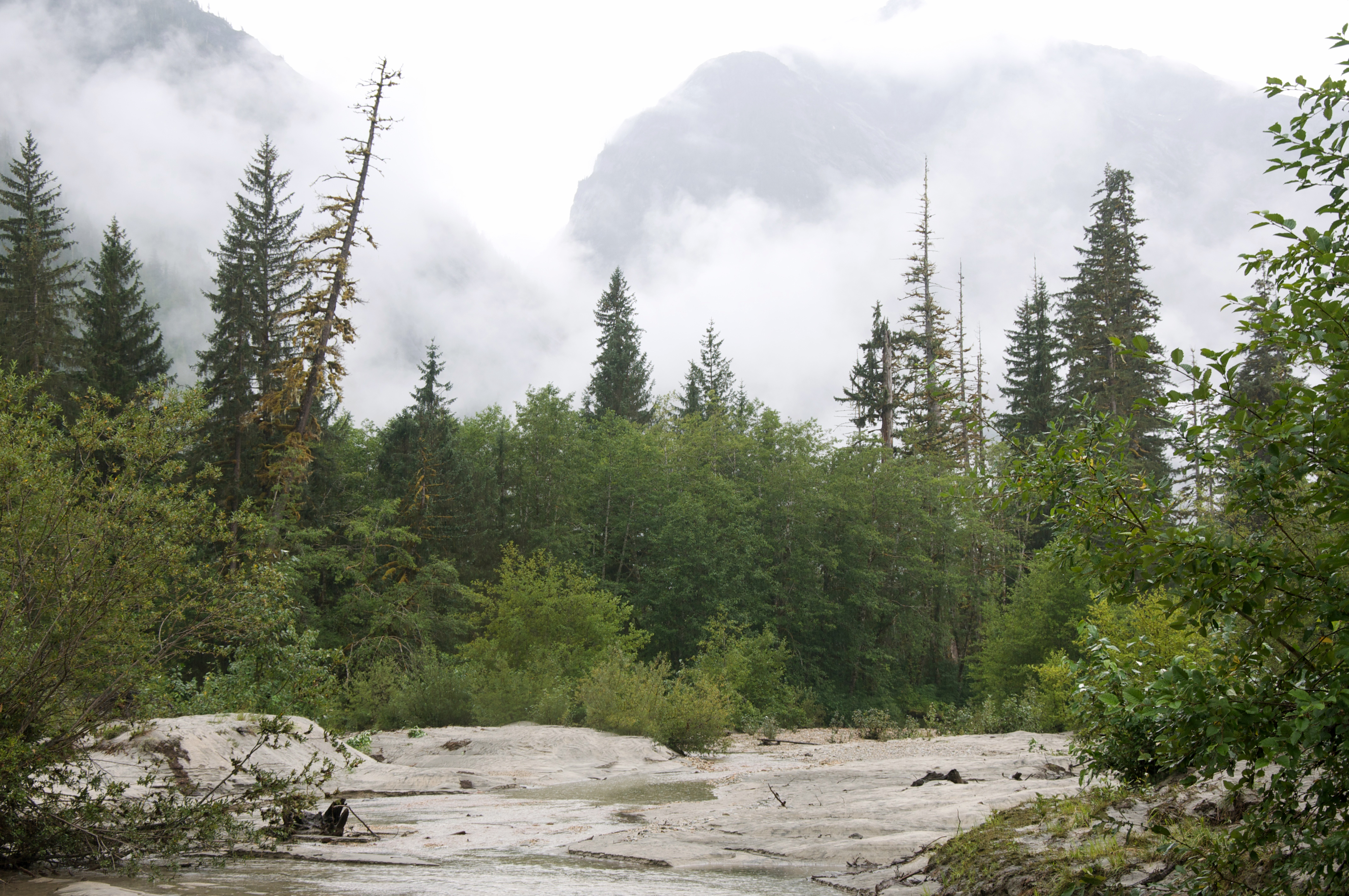
Hábitat

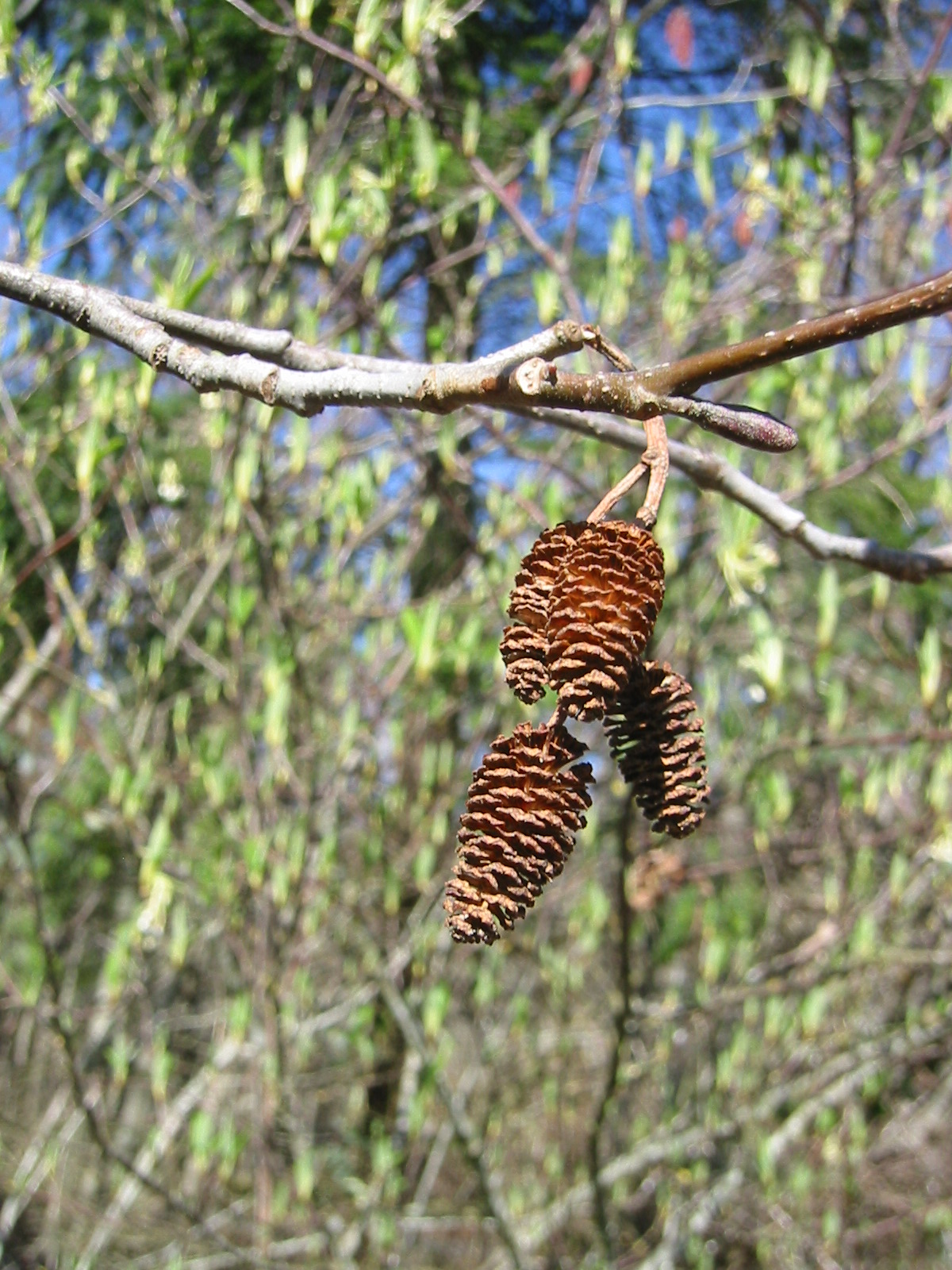
Conos

## Descripción
El aliso rojo es la especie más grande de aliso en América del Norte y una de las más grandes del mundo, que alcanza alturas de 20-35 m de altura. El aliso rojo oficial más alto (1979) de 32 metros de altura se encuentra en Clatsop County, Oregón (EE. UU.). El nombre deriva del color rojo brillante oxidado que se desarrolla en moretones al raspar la corteza. La corteza es moteada, de color gris ceniza suave, a menudo, cubierta de musgo. Las hojas son ovadas de 7-15 cm de largo, con bordes serrados y llanos al final, el margen de la hoja se enrolla hacia abajo, esta curvatura lo distingue de todos los demás alisos. Las hojas se vuelven amarillas en otoño antes de caer. Las flores masculinas son de color rojizo, colgando en grupos de 10-15 cm de largo a principios de la primavera, las flores femeninas son erectas y se desarrollan en frutos con forma de pequeños conos leñosos de 2-3 cm de largo. Las semillas desarrolladas entre  las brácteas leñosas de los "conos" se dispersan en el otoño y el invierno.

## Distribución geográfica
Alnus rubra crece desde el sureste de Alaska hacia el sur hasta la costa central de California, casi siempre hasta unos 200 km de la costa del Pacífico, a excepción de una extensión de 600 km hacia el interior a través del norte de Washington en el norte de Idaho.

## Ecología
En el sur de Alaska, el oeste de Columbia Británica y la costa noroeste de los EE. UU., el aliso crece en  laderas frescas y húmedas; en el interior y en el extremo meridional de su área de distribución (California) crece principalmente a lo largo de los arroyos y en los pantanos. Se asocia con el pino de Oregón Pseudotsuga menziesii subsp. menziesii, en el oeste con la cicuta Tsuga heterophylla, el gran abeto, Abies grandis, en el oeste con la Thuja plicata, y el abeto Sitka Picea sitchensis. A lo largo de su distribución está comúnmente asociado con los sauces Salix spp., Cornus stolonifera, Fraxinus latifolia y el arce Acer macrophyllum.
Al sureste de su área de distribución, se sustituye por el aliso blanco (Alnus rhombifolia), que está estrechamente relacionado, pero que se diferencia en los márgenes de la hoja. En las altas montañas se sustituye por el aliso más pequeño (Alnus viridis subsp. sinuata) y al este por el aliso (Alnus incana subsp. tenuifolia).
En las zonas forestales húmedas, el Alnus rubra cubre rápidamente las zonas quemadas o claras del bosque, impidiendo temporalmente el crecimiento de las coníferas, mejorando la fertilidad del suelo para el crecimiento de las futuras coníferas. Es un prolífico productor de semillas, pero las semillas requieren un espacio abierto en el suelo para germinar, por lo que los senderos y otras zonas alteradas por la tala o el fuego son ideales semilleros. Tales áreas pueden acoger desde varios cientos de miles hasta varios millones de plántulas por hectárea en el primer año tras la perturbación del paisaje (Zavitkovski & Stevens 1972).
Alnus rubra es también muy valioso por la fijación de nitrógeno. Esta capacidad le permite crecer en suelos pobres de nitrato.

## Usos

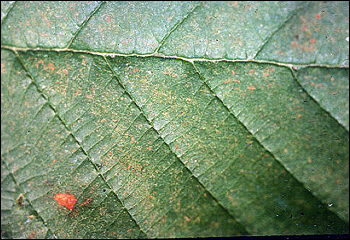
Hoja de aliso rojo, que muestra la decoloración causada por la contaminación por ozono.

Un tinte rojizo puede hacerse de la decocción de la corteza y fue utilizado por los nativos americanos para la coloración de las redes de pesca a fin de que fueran menos visibles bajo el agua.  Los nativos americanos utilizaban la corteza del (Alnus rubra) para tratar venenos, picaduras de insectos, así como irritaciones de la piel. Los indios pies negros utilizan una infusión hecha de la corteza de aliso rojo para el tratamiento de trastornos linfáticos y la tuberculosis. Recientes estudios clínicos han comprobado que el aliso rojo contiene betulinol y lupeol, compuestos que han demostrado su eficacia contra una variedad de tumores.
Alnus rubra es un importante protector forestal. Su rápido crecimiento hace que sea útil en la cobertura de la tierra perturbada. Las hojas, son de fácil descomposición para formar un humus enriquecido en nitrógeno. Está considerado para una rotación de cultivos para desalentar el germen patógeno de la raíz de las coníferas  Phellinus weiril (podredumbre laminada de las raíces).

## Taxonomía
Alnus rubra fue descrita por August Gustav Heinrich von Bongard y publicado en Mémoires de l'Académie Imperiale des Sciences de St.-Pétersbourg. Sixième Série. Sciences Mathématiques, Physiques et Naturelles 2(2): 162. 1832.
Etimología
Alnus: nombre genérico del latín clásico para este género.
rubra: epíteto latíno que significa "de color rojo"
Sinonimia
- Alnus glutinosa var. quercifolia Regel
- Alnus oregana Nutt.
- Alnus rubra forma pinnatisecta (Starker) Rehder
- Alnus rubra var. pinnatisecta Starker[7][8]